# 鎌田安里紗
鎌田 安里紗（かまだ ありさ、1992年〈平成4年〉7月21日 - ）は、日本の研究者、社会活動家、一般社団法人unisteps共同代表理事。愛称は、ありちゃん。

## 略歴
2009年から2013年まで4年間、ファッション雑誌『Ranzuki』の専属モデルとして活動。2011年12月号で初の単独表紙を飾った。
同誌で勉強を教える連載を持ちつつ、2011年には慶應義塾大学総合政策学部に現役合格。その後はファッションモデルとして活動しつつ、サステナブルファッション・エシカルファッション・フェアトレード等に関する情報発信を積極的に行う。
慶應義塾大学大学院政策・メディア研究科修士課程を経て2018年4月より慶應義塾大学大学院政策・メディア研究科後期博士課程へ進学。2025年3月に後期博士課程修了。博士（政策・メディア）を取得。

## 人物
徳島県徳島市出身。
たくさんの服を持つことがおしゃれだと思っていたある日、部屋に畳まれ積まれた服を見て、どの服にも愛着がないことにショックを受ける。その頃から生産背景・工場や素材を知った上で服を着ることの楽しさに目覚め、以来、人と服との関係性を見直す活動を続けている。

## 主なプロジェクト
- サステナブルなファッション産業への移行を目的とする企業連携プラットフォーム、ジャパンサステナブルファッションアライアンスの事務局運営
- ソーシャルレスポンシビリティ(社会的責任)とクリエイティビティ(創造性)を併せ持つ衣服のデザインを具現化できるファッションデザイナーを発掘し、サポートを行うFASHION FRONTIER PROGRAMの運営
- ファッション業界の透明性を高めるグローバルキャンペーン、FASHION REVOLUTIONの日本カントリーチーム
- 種から綿を育てて服をつくる「服のたね」主宰
- 衣服の生産と廃棄の現場を訪ねるスタディーツアー開催

## 学歴・職歴
2011年4月～2015年3月　慶應義塾大学総合政策学部卒業
2015年4月～2017年3月　慶應義塾大学大学院政策・メディア研究科修士課程修了
2018年4月～2025年3月　慶應義塾大学大学院政策・メディア研究科後期博士課程修了／博士（政策・メディア）取得
2017年 4月～2018年3月　慶應義塾大学SFC研究所上席所員
2018年4月～2021年3月　慶應義塾大学総合政策学部非常勤講師
2020年2月～現在　一般社団法人unisteps共同代表理事

## 公職
消費者庁「中高生のサステナブルファッション習慣促進のための教材検討会」委員　2024年10月～2025年3月
経済産業省「これからのファッションを考える研究会」委員　2021年11月～2022年4月
経済産業省「繊維製品における資源循環システム検討会」委員　2023年1月～2023年9月
首相官邸にて開催された「サーキュラーエコノミーに関する車座対話」出席　2023年10月11日
環境省「つなげよう、支えよう森里川海プロジェクト」アンバサダー　2016年11月～2025年3月
環境省自然共生サイト広報大使　2024年4月～現在
消費者庁サステナブルファッションサポーター　2021年9月～2024年3月

## 著書

### 単著
- 『enjoy the little things』宝島社、2015年2月。ISBN 9784800237941。

### 共編
- 鎌田磨人、大元鈴子、鎌田安里紗 ほか 編『自然によりそう地域づくり　―自然資本の保全・活用のための協働のプロセスとデザイン―』共立出版、2025年3月。ISBN 9784320058460。

## 出演

### 雑誌
- Ranzuki（2009年 - 2013年、ぶんか社）専属モデル